# Culicia smithii
Espèce
Statut CITES
Culicia smithii  est une espèce de coraux appartenant à la famille des Rhizangiidae.